# Ginevra (cantante)
Ginevra Lubrano (Turín, 22 de junio de 1993), conocida simplemente como Ginevra, es una cantautora italiana.

## Biografía
Creció entre Collegno, Grugliasco y Turín, tras trasladarse a Milán en 2012 se licenció en canto en el Instituto Musical CPM y luego se licenció en economía en la Universidad Estatal de Milán.
Debutó en noviembre de 2018 con el lanzamiento de su primer sencillo Forest, que anticipó el lanzamiento de su primer EP Ruins, publicado en marzo de 2019 y producido por el compositor y productor milanés Francesco Fugazza,  al que se añadió la canción Lips.  En mayo participó en la décima edición del concurso Musica da bere, donde recibió la mención especial KeepOn Live que la llevó a tocar por primera vez en Roma en septiembre en el marco del evento ' Na cosetta estiva' . Ese mismo mes se lanzó su nuevo single Burning.
Su segundo EP Metropoli fue lanzado el 26 de junio de 2020, donde la cantautora de Turín cantó en italiano. El EP incluye la canción del mismo nombre, junto con las canciones Mostri y Sconosciuti. En septiembre en la Arena de Verona participó en un dueto con Ghemon junto a otros artistas en el evento de conciertos Heroes transmitido en streaming. En octubre del mismo año fue seleccionada entre las veinte semifinalistas de la decimocuarta edición del concurso de canto Sanremo Giovani con la canción Vortice,  no logrando ubicarse entre los finalistas y tener la oportunidad de participar en el 71° Festival de San Remo en la sección "Nuove Proposte" en marzo de 2021.
Junto a Mecna compuso la canción Soli, lanzada como sencillo el 11 de febrero de 2021, que contó con la participación vocal de la propia Ginevra y Ghemon y tiene como tema central la relación con la soledad.  Escribió la canción Glicine con la que Noemi participó en el Festival de San Remo 2021 y también fue autora de algunas canciones del álbum Metamorfosi del cantautor romano. En el mismo año participó en el concierto del Primero de Mayo en Roma. En el verano de 2021 actuó en los escenarios del MI AMI Festival, el Linecheck Festival y el Liverpool Sound City.
El 4 de febrero de 2022 participó en el 72° Festival de San Remo en la cuarta noche dedicada a las versiones, haciendo un dueto con el grupo musical competidor La Rappresentante di Lista, junto a Cosmo y Margherita Vicario, cantando una versión de Be My Baby de las Ronettes. El 14 de octubre del mismo año lanzó su primer álbum de estudio Diamanti, que incluía las canciones Club, Briciole, Anarchici y Torino.
¡El 15 de noviembre de 2024 se lanzó su nuevo sencillo My Baby!, seguido el 13 de diciembre por el single Cupido y el 17 de enero de 2025 por el single 30 anni. Las tres canciones inéditas anticiparon el lanzamiento de su segundo álbum de estudio Femina, publicado el 24 de enero.

## Discografía

### Álbumes de estudio
- 2022 – Diamanti
- 2025 – Femina

### EP
- 2019 – Ruins
- 2020 – Metropoli

### Sencillos
Como artista principal
- 2018 – Forest
- 2019 – Lips
- 2019 – Burning
- 2020 – Metropoli
- 2020 – Mostri
- 2020 – Sconosciuti
- 2020 – Vortice
- 2021 – Club
- 2022 – Briciole
- 2022 – Anarchici
- 2022 – Torino
- 2024 – My Baby!
- 2024 – Cupido
- 2025 – 30 anni

Como artista invitada
- 2021 – Soli (Mecna feat. Ghemon y Ginevra)

## Autora para otros artistas
- 2021 – Glicine de Noemi (del álbum Metamorfosi)
- 2021 – Metamorfosi de Noemi (del álbum del mismo nombre)
- 2021 – Ora de Noemí (del álbum Metamorfosi)
- 2021 – Musa di Noemi (del álbum Metamorfosi)
- 2023 – Americana de Sangiovanni
- 2025 – Centomila notti de Noemi (del álbum Nostalgia)

## Participación en eventos de canto
- Sanremo Giovani (Rai 1)
  - 2020 – No finalista con Vortice

## Premios y reconocimientos
- Musica da bere
  - 2019 – Mención especial de KeepOn Live